# SKM
Pour les articles homonymes, voir SKM (homonymie).
Sinclair Knight Merz (SKM) est une société d’ingénierie, de science et d’exécution de projet. Elle est basée en Australie mais a des centres en Nouvelle-Zélande, en Europe, au Moyen-Orient, en Amérique du Sud et en Asie.

## Présentation
La société a environ 6 000 employés travaillant dans 47 centres à travers le monde. Cet effectif représente un panel de discipline incluant des ingénieurs, des planificateurs, des architectes, des économistes, des scientifiques, des chefs de projets, des techniciens et du personnel administratif. La société appartient entièrement à approximativement 500 membres du personnel sous forme d’un contrat de société.
Dans l’année fiscale 2006-2007, les produits financiers de SKM s’élevaient à 861 millions de dollars australiens. 
L’activité de SKM est divisée en 5 grandes unités commerciales :
– Buildings & Property ;
– Power & Industry ;
– Infrastructure ;
– Resources ;
– Water & Environment.
Différentes disciplines techniques are regroupés dans ces unités. Par exemple, les spécialistes des rails et ceux des tunnels sont regroupés dans l’unité commerciale « Infrastructure ». 
Une division regroupe les équipes responsables des projets spécifiques telles que la gestion du risque, de la sécurité et de la planification économique.

## Histoire
Les activités de Sinclair & Knight furent établis à Sydney en Australie en 1964 par Bruce Sinclair et Jack Knight. La société croît rapidement durant les 30 années suivantes, et en 1996 elle fusionne avec Merz Australia (une société issue des activités de Merz & McLellan fondé par Charles Merz) pour former Sinclair Knight Merz. Une série de fusions durant les 10 années suivantes ont permis l’expansion en taille, une implantation mondiale et une augmentation des services offerts. 

## Principaux clients
SKM travaille avec le secteur public et privée à travers toutes ses unités commerciales. Certains de ses clients majeurs sont :
- BHP Billiton
- Rio Tinto Group
- Boral
- Multiplex
- Leighton Holdings
- ExxonMobil
- Australian Department of Defence
- Différentes sociétés publiques et privées dans l’eau, l’énergie, le rail et le transport..

## Projets importants
Parmi plusieurs milliers d’autres projets, SKM a travaillé sur les projets suivants :
- The Eden Project (élaboration des structures et génie civil)[4]
- Athens Olympic Stadium (Élaboration des structures)[5]
- Wembley Stadium redéveloppement (Conception des sièges et du toit)[6]
- Gold Coast desalination plant (Ingénierie et conception)[7]
- Port upgrade, Dampier (ingénierie, approvisionnement et gestion de la construction)[8]
- Roundhouse (élaboration des structures et conception du toit)[9]
- Project Seabird – Indian naval base (planification, conception et gestion de construction)[10]
- Dublin Light Rail system (conception des rails, des structures et du bâtiment)[11]
- Australian Air Warfare Destroyer program (Génie maritime, gestion du risque, et Ingénierie des infrastructures)[12]
- Albury-Wodonga Hume Freeway bypass (Conception)[13]
- Central Motorway Junction, Auckland, New Zealand (Planification et exécution du projet) [14]